# Баталов Микола Петрович
Мико́ла Петро́вич Бата́лов (рос. Никола́й Петро́вич Бата́лов; *6 грудня 1899, Москва, Російська імперія — †10 листопада 1937, Москва, Російська РФСР) — російський радянський актор, заслужений артист РРФСР (1933). Учень К. С. Станіславського. Дядько Олексія Баталова.
Роботу в Московському Художньому театрі почав 1916.
Серед найкращих ролей Баталова: Фігаро («Весілля Фігаро» Бомарше), Альошка («На дні» М. Горького), Васька Окорок («Бронепоїзд 14-69» Всеволода Іванова). З 1923 знімався в кіно.
Нагороджений Орденом Трудового Червоного Прапора (1937).

## Фільмографія
- 1924 — «Аеліта»
- 1926 — «Мати»
- 1931 — «Путівка в життя»
- 1932 — «Горизонт»
- 1935 — «Пастух і цар»
- 1935 — «Три товариші»
- 1935 — «Скарб загиблого корабля»

та інші.